# Alba Iulia
Alba Iulia (slovensko Erdeljski Belgrad ali Belgrad, nemško Karlsburg ali Carlsburg, pred tem Weißenburg, madžarsko Gyulafehérvár, latinsko Apulum, osmansko turško Erdel Belgradı ali Belgrad-ı Erdel) je mesto v zahodni osrednji Romuniji in sedež okraja Alba. Mesto stoji ob reki  Mureș v zgodovinski pokrajini Transilvaniji. Ima  63.536 prebivalcev (2011). 
Alba Iulia je že od poznega srednjega veka sedež Transilvanske rimskokatoliške škofije. Od leta 1541 do 1690 je bila prestolnica Vzhodnega ogrskega kraljestva in zatem Kneževine Transilvanije. V nekem obdobju je bila tudi središče pravoslavne Transilvanske metropolije s pomožno škofijo Vad. Mesto je zgodovinsko pomembno za Romune, Madžare in Transilvanske Sase. Decembra 2018 je bila uradno proglašena za prestolnico Velike romunske unije.
Mesto upravlja štiri vasi: Bărăbanț (Borbánd), Micești (Ompolykisfalud), Oarda (Alsóváradja) in Pâclișa (Poklos).

## Imena
V rimskem obdobju se je naselje imenovalo Apulum (iz dakijskega Apoulona, ki ga omenja Ptolemaj).Ko je naselje, zgrajeno na rimskih razvalinah, v 10. stoletju postalo sedež vojvodine, je bilo prebivalstvo morda slovansko. Zgodnjeslovansko ime naselja je bilo Bălgrad, kar pomeni "beli grad" ali "belo mesto". Staro romunsko ime mesta je bilo Bălgrad, ki je slovanskega izvora.
Madžarsko ime Gyulafehérvár je prevod starejše slovanske oblike imena in pomeni "Julijev beli grad" ali "Julijevo belo mesto". Ime Gyula (Julij) se nanaša na ogrskega  vojskovodjo iz sredine 10. stoletja, ki je bil krščen v Konstantinoplu.
Med Rusini je bilo mesto znano kot Bilgorod (»Belo mesto«).
Latinsko ime v 10. stoletju se je glasilo Civitatem Albam in Ereel. Prvi del imena, "Alba", se nanaša na ruševine rimske utrdbe Apulum (predfevdalna bela citadela)
Kasneje v srednjem veku so se pojavila še druga imena, kot so  Frank episcopus Belleggradienesis leta 1071, Albae Civitatis leta 1134, Belegrada leta 1153, Albensis Ultrasilvanus leta 1177, eccl. Micahelis leta 1199, Albe Transilvane leta 1200, Albe Transsilvane leta 1201, castrum Albens leta 1206, canonicis Albensibus leta 1213, Albensis eccl. Transsylvane leta 1219, B. Michaelis arch. Transsilv. leta 1231, Alba ... Civitas leta 1242, Alba sedes eptus leta 1245, Alba Jula leta 1291, Feyrvar leta 1572, Feyérvár leta 1574, Weissenburg leta 1576, Belugrad leta 1579, Gyula Feyervár leta 1619, Gyula Fehérvár leta 1619, Gyls Fehérvár leta 1690 in Karlsburg leta 1715.
Latinsko ime mesta se je pod vplivom madžarskega imena Gyulafehérvár sčasoma spremenilo v  Alba Julia ali Alba Iulia.Medieval and Early Modern for Central and Eastern Europe. Alexandru Ioan Cuza university Press, str. 196.</ref> Sodobno romunsko ime je privzeto iz srednjeveškega latinskega imena. Uporabljati se je začelo v 18. stoletju in je potem, ko je Transilvanija postala del Romunije, postalo uradno ime mesta.
Nemško ime se je v 16. stoletju glasilo Weyssenburg.  Sasi so ga v čast Karla VI. preimenovali v Karlsburg (Carlsburg). V jidišu in hebrejščini je prevladovalo ime Karlsburg, v ladinu  pa Carlosburg. Srednjeveška latinska oblika imena je bila Alba Carolina.

## Zgodovina

### Antika
Sodobno mesto se nahaja v bližini pomembnega dačanskega političnega, gospodarskega in družbenega središča Apulona, ki ga je omenil starogrški geograf Ptolemaj. Nekateri arheologi so prepričani, da je dačanska utrdba stala na vrhu Piatre Craivii.  Ko je Dakija postala rimska provinca, se  je mesto preimenovalo v Apulum in postalo središče province Dacia Apulensis. Apulum je bil največje mesto rimske Dakije in sedež legije XIII. Gemina. Apulum je bil največji kastrum na sedanjem romunskem ozemlju. Meril je 750x500 m (37,5 ha).

### Srednji vek
Letopis Gesta Hungarorum (Dejanja Madžarov) omenja ogrskega vladarja Džula ali Geula, ki je bil po materini strani stari oče Štefana I. Ogrskega in regent Transilvanije. Geula je v 10. stoletju izbral mesto za prestolnico svoje vojvodine. V bizantinskem obdobju je bil krščen in je okoli leta 950 v Alba Juliji postavil prvo cerkev v Transilvaniji. Ruševine cerkve so odkrili leta 2011. Po Ioanu Aurelu Popu in drugih zgodovinarjih je tukaj živel prvi transilvanski škof Hierotheos, ki je Geula po krstu v Konstantinoplu okoli leta 950 spremljal na poti nazaj na Ogrsko.
Potem ko je Štefan I. sprejel katolicizem in ustanovil katoliško transilvansko škofijo, je v 11. stoletju, morda že prej, zgradil prvo stolnico. Sedanja katoliška stolnica je bila zgrajena v 12. ali 13. stoletju. Leta 1442 je transilvanski vojvoda  János Hunyadi uporabil citadelo za pripravo na veliko bitko proti osmanskim Turkom. Katedrala je bila med njegovo vladavino razširjena. V njej je bil pokopan.

### Osmansko in habsburško obdobje
Po delitvi Kraljevine Ogrske leta 1541 in ukinitvi Kneževine Transilvanije je Alba Iulia postala prestolnica Vzhodnega Ogrskega kraljestva in takšna ostala do leta 1690. V mestu je bil leta 1551 podpisan Weissenburški sporazum, s katerim je nadvojvoda Ferdinand I. Habsburški postal vladar Kraljeve Ogrske in Transilvanije. Masto je doseglo svoj kulturni višek z ustanovitvijo akademije med vladanjem kneza Gáborja Bethlena. 
29. novembra 1599 je vlaški knez Mihael Hrabri po zmagi v bitki pri Šelimbarju prišel v Alba Iulijo in postal vojvodja Transilvanije. Leta 1600 je pridobil nadzor nad Moldavijo in združil kneževine Vlaško, Moldavijo in Transilvanijo pod svojo oblast, ki je trajala leto in pol, dokler ga niso leta 1601 umorili agenti generala Giorgia Baste.
Alba Iulia je leta 1690  postala del Habsburške monarhije. Trdnjava Alba Carolina, ki jo je zasnoval arhitekt Giovanni Morando Visconti, je bila zgrajena med letoma 1716 in 1735 po naročilu habsburškega cesarja Karla VI. V Alba Iuliji so bili januarja 1785 usmrčeni voditelji transilvanskega kmečkega upora. Pomembna mejnika v razvoju mesta sta bila  ustanovitev knjižnice Batthyanaeum leta 1780 in prihod železnice v 19. stoletju. Po popisu prebivalstva leta 1910 je imelo mesto 11.616 prebivalcev, od tega 5.226 Madžarov (44,98%), 5.170 Romunov (44,50%), 792 Nemcev (6,81%) in 287 Romov (2,47%).
- Avstrijski stražarji citadele
- Alba Iulia na zemljevidi iz leta 1556
- Muzej združitve

### 20. in 21. stoletje
Ob koncu prve svetovne vojne so se 1. decembra 1918 v Alba Iuliji zbrali predstavniki romunskega prebivalstva Transilvanije in Državnega zbora Romunov Transilvanije in Madžarske, da bi razglasili Unijo Transilvanije s Kraljevino Romunijo. Predstavniki Transilvanskih Sasov so se tej deklaraciji pridružili 8. januarja 1919.
Leta 1922 je bil Ferdinand I. Romunski v Alba Iuliji simbolično okronan za kralja Romunije. Oktobra 2012 je 90. obletnico njegovega kronanja s prihodom v Alba Iulio počastila njegova prapravnukinja princesa Margarita.

## Znamenitosti
Glavno zgodovinsko območje Alba Iulia je Gornje mesto, ki ga je razvil Karel VI. Po njem se je mesto preimenovalo v Karlsburg. Trdnjavo v zvezdasti obliki  s sedem  bastioni sta med letoma 1716 in 1735 postavila dva švicarska utrdbena arhitekta. Prvi je bil Giovanni Morandi Visconti, ki je zgradil dva bastiona v staroitalijanskem slogu. Drugi je bil Nicolaus Doxat de Demoret z vzdevkom "avstrijski Vauban". Po letu 1720 sta oba arhitekta srednjeveško trdnjavo preoblikovala po  nekdanjem rimski kastru v baročno trdnjavo s sedem bastioni po novem nizozemskem sistemu Menna van Coehorna, katerega najbolje ohranjen primer je ravno trdnjava Alba Iulia.
Znotraj trdnjave so Dvorana združitve z Narodno galerijo, Narodni zgodovinski muzej združitve, knežja palača (vojvodska palača), pravoslavna stolnica, rimskokatoliška stolnica, knjižnica Batthyaneum, palača rimskokatoliškega škofa, palača Apor in Univerza Alba Iulia. Rimskokatoliška stolnica, zgrajena v 10. in 11. stoletju, je najbolj reprezentativna zgradba v srednjeveškem rimskem slogu v Transilvaniji in velja za pomemben spomenik zgodnje transilvanske srednjeveške arhitekture. V njej sta grobnici Ivana Hunyadija in ogrske kraljice Izabele Jagelo.
Knjižnica Batthyaneum je v nekdanji samostanski cerkvi, zgrajeni v baročnem slogu. Notranjost cerkve je v knjižnico preuredil transilvanski škof  Ignác Batthyány  leta 1780. Knjižnica hrani veliko rokopisov, inkunabul in redkih knjig, med njimi polovico Codexa Aureus Lorscha iz 9. stoletja, Codex Burgundus iz 15. stoletja in Biblia Sacra iz 13. stoletja. V njej je bil leta 1792 ustanovljen prvi astronomski observatorij v Transilvaniji. V isti ulici kot je knjižnica je tudi Aporjeva palača, ki jo je v drugi polovici 17. stoletju zgradil knez Apor. V začetku 18. stoletja je bila rezidenca avstrijskega vojskovodje princa Steinvilla. Palača je bila obnovljena leta 2007 pod nadzorom romunskega Ministrstva za kulturo.
Pravoslavna stolnica je bila zgrajena med letoma 1921 in 1923 po načrtih arhitekta D.G. Ștefănesca in nadzorom inženirja T. Eremija. Freske je naslikal  Konstantin v tradicionalnem ikonografskem slogu. V stolnici sta bila 15. oktobra 1922 kronana prva  monarha združene Romunije, kralj Ferdinand I. in kraljica Marija.
Narodni muzej združitve v Alba Iuliji je v stavbi "Babilon", zgrajeni  med letoma 1851 in 1853 za vojaške namene. V muzej je bila preurejena leta 1887. V muzeju je razstavljenih več kot 130.000 umetnin, organiziranih kronološko. Združitvena dvorana, ki je tudi del Narodnega zgodovinskega muzeja, je zgodovinsko pomembna, ker  se je v njej 1. decembra 1918 zbralo 1228 romunskih delegatov in odločilo, da se Transilvanija združi  s Kraljevino Romunijo. Stavba je bila leta 1895 vojaška igralnica.
Knežja palača (Palatul Principilor ali Palatul Voievodal) je bila rezidenca Mihaela Hrabrega med prvo politično združitvijo Romunov leta 1600. Tuji kronisti so jo opisovali kot izjemno razkošno zgradbo, bogato okrašeno s freskami in marmornatimi stopnicami, ki so se kasneje uničile. Med vladavino knezov Gáborja Bethlena in Jurija II. Rákóczija je bila palača obnovljena, vendar ne v prejšnje stanje. Po letu 1716 se je uporabljala kot vojašnica habsburške cesarske vojske.

## Pomembni domačini
- Franc I. Rákóczi (1645–1676), izvoljeni knez Transilvanije
- Mihael II. Apafi (1676–1713), knet Transilvanija (1690-1699)
- Ernst Michael Mangel (1800–1887), glasbenik in grkofil
- Rudolf Züllich (1813–1890), kipar
- Aleksandru Borza (1887–1971), botanik in menih
- Ernest Krausz (1931–2018), izraelski profesor sociologije in predsednik na Univerzi Bar Ilan
- Dan Eugen Demco (1942–), zdravnik in član Romunske akademije
- Ion Mărgineanu (1949–), pisatelj in pesnik
- Daniel Breaz (1975–), politik, minister za kulturo in šolstvo
- Marius Moga (1981–), producent, skladatelj in pevec
- Victor Negrescu (1985–), politik

## Drugi pomembni osebi
- Johann Heinrich Alsted (1588-1638), nemčki kalvinist, minister in akademik
- David Friesenhausen (1756–1828), judovski pisatelj, matematik in rabin[25]

## Pobratena mesta
- Lanzhou, Kitajska
- Aeghio, Grčija
- Alcalá de Henares, Španija
- Alessandria, Italija
- Arnsberg, Nemčija
- Düzce, Turčija
- Biograd na Moru, Hrvaška
- Nof HaGalil, Izrael
- San Benedetto del Tronto, Italija
- Sliven, Bolgarija
- Székesfehérvár, Madžarska[26]
- Varese, Italija
- Chişinău, Moldova[27]

## Demografija
Po popisu prebivalstva iz leta 2011 je v mestu živelo 63.536 ljudi, od tega 95,3% Romunov, 3,2% Romov, 1,9% Madžarov in 0,2% Nemcev.
Leta 1850 je imela Alba Iulia 5.408 prebivalcev, od tega 2.530 Romunov, 1.009 Madžarov, 748 Nemcev in 1.121 drugih. Leta 1891 je bilo v mestu 8.167 prebivalcev, od tega 3.482 Madžarov (42,63%), 3.426 Romunov (41,94%) in 867 Nemcev (10,62%). Do leta 1910 se je število prebivalcev povečalo na 11.616,  od tega 5.226 Madžarov (45%), 5.170 Romunov (44,51%) in 792 Nemcev (6,82%). Po popisu leta 1930 je bilo 38,3% prebivalcev romunskih pravoslavcev, 21,4% romunskih grkokatolikov, 14,9% reformiranih, 10,5% rimokatolikov, 7,2% luteranov-evangeličanov (Transilvanski Sasi) in  6,5% Judov.